# 이나리촌 (이바라키현)
이나리촌(稲荷村)은 이바라키현 히가시이바라키군에 일찍이 존재했던 촌이다. 

## 지리
- 현재의 미토시에 해당한다.
- 나카강 하구 부근에 위치하며, 촌의 대부분은 평지이다.

## 역사
- 1889년 4월 1일 - 정촌제 시행에 의해 히가시이바라키군 이나리촌이 성립하였다.
- 1955년 3월 31일 - 시모오노촌, 오바촌과 합병해 쓰네즈미촌이 성립하여, 동일 이나리촌은 폐지되었다.
- 1992년 3월 3일 - 쓰네즈미촌이 미토시에 편입되어 소멸하였다.

## 인구
| 1891년 | 2,622 |
| 1920년 | 2,834 |
| 1935년 | 3,044 |
| 1950년 | 3,274 |

## 교통

### 철도
- 이바라키 교통
  - 스이힌선

## 참고문헌
- 角川日本地名大辞典編纂委員会『角川日本地名大辞典 8 茨城県』、角川書店、1983年 ISBN 4040010809